# UX Mensae
UX Mensae (UX Men / HD 37513 / HIP 25760) es un sistema estelar de magnitud aparente +7,20
situado en la constelación de Mensa.
Se encuentra a 328 años luz del sistema solar.
UX Mensae es un sistema estelar triple.
La estrella más brillante es una binaria espectroscópica compuesta por dos enanas amarillas de tipo espectral F8V.
De características muy semejantes, tienen temperaturas superficiales de 6200 y 6150 K respectivamente.
La componente A es 2,4 veces más luminosa que el Sol y tiene una masa de 1,24 masas solares.
Su compañera brilla con una luminosidad 2,1 veces mayor que la luminosidad solar y es un 20% más masiva que el Sol.
Sus radios respectivos son un 35% y un 28% más grande que el radio solar.
La velocidad de rotación proyectada de ambas se sitúa entre los 15 - 16 km/s.
El par constituye una binaria eclipsante cuyo período orbital es de 4,1811 días.
Es, por tanto, una estrella variable; en el eclipse primario su brillo disminuye 0,77 magnitudes mientras que en el secundario el descenso de brillo es de 0,67 magnitudes.
Una tercera estrella con aproximadamente la mitad de masa que el Sol orbita alrededor del par interior.
Aunque los parámetros orbitales no son bien conocidos, puede tardar en torno a 396 años en completar una órbita alrededor de la binaria eclipsante.
El sistema tiene una metalicidad semejante a la solar y su edad se estima en 2500 millones de años.